# Centuripe-Gattung

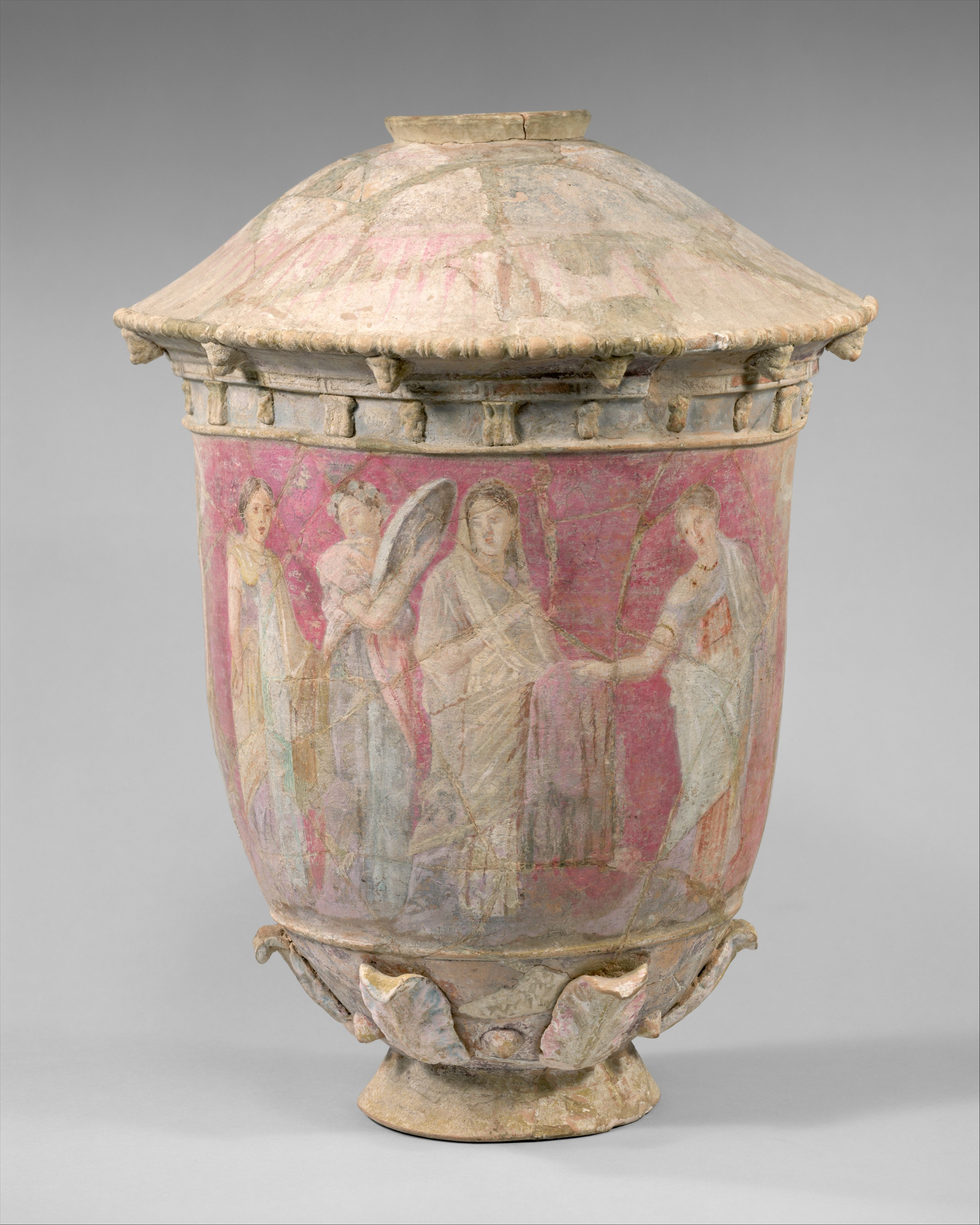
Lebes im Metropolitan Museum of Art, New York

Als Centuripe-Gattung bezeichnet man in der Archäologie eine Form der Sizilischen Malerei aus Sizilien im 3. und 2. Jahrhundert v. Chr.

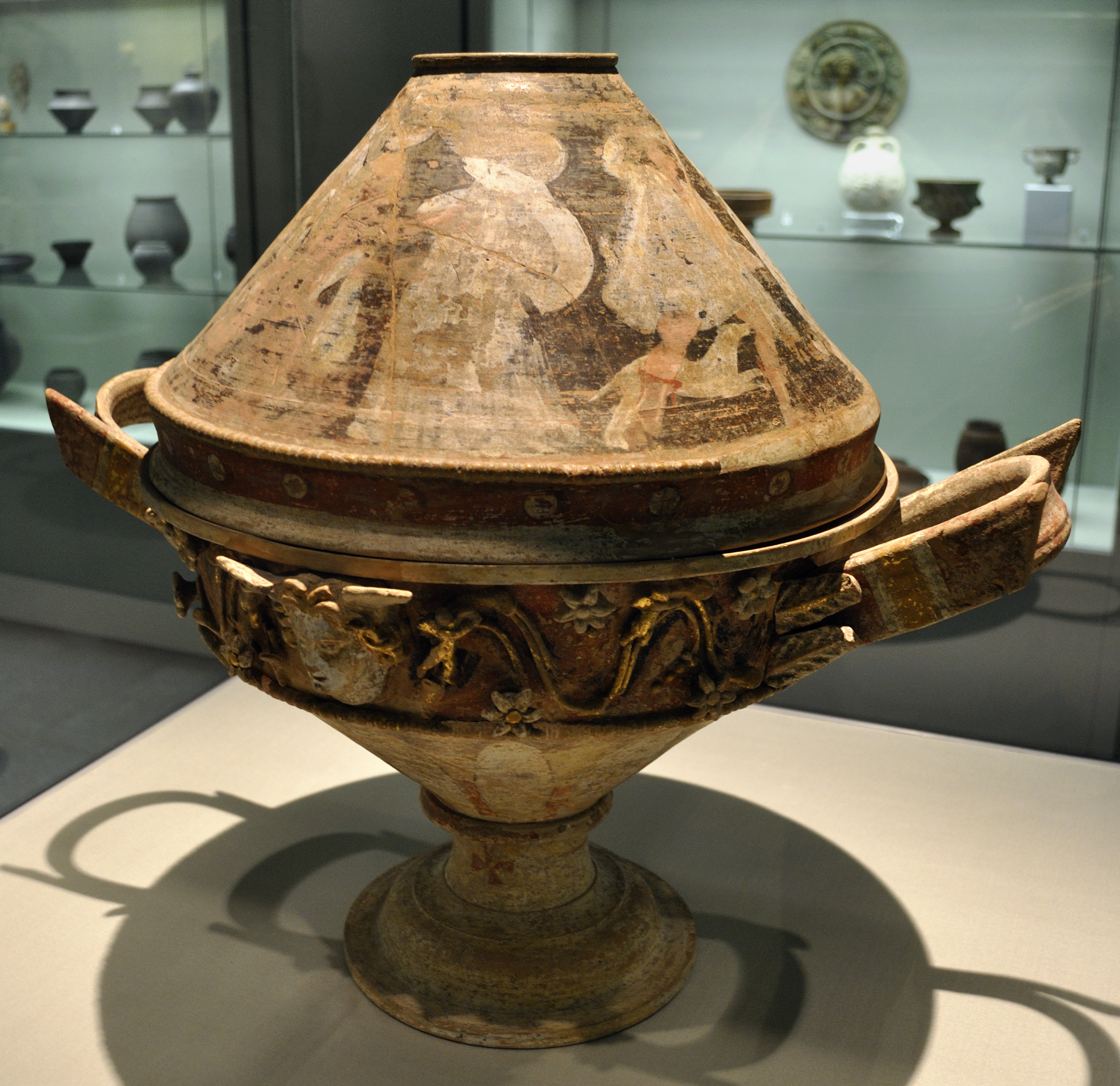
Lekanis der Centuripe-Gattung, Hetjens-Museum, Düsseldorf

Die Centuripe-Gattung wurde nach dem Hauptfundort Centuripe benannt. Selten werden andere Gefäßtypen als Pyxis, Lebes und Lekanis bemalt. Der Ton der großen Gefäße, die im Schnitt um 50 cm hoch sind und aus einzeln gefertigten, ineinander gesetzten, Teilen bestehen, ist orangefarben. Auf ihn werden nur auf einer Seite die Temperafarben aufgebracht. Dabei kann es sich um weiß, pink, schwarz, gelb, rot, gold, seltener um blau oder grün, handeln. Bei den Motiven überwiegen Akanthus-, Ranken- und architektonische Friese sowie Köpfe und Büsten. Das Repertoire der Bildthemen ist begrenzt. Selten werden andere Szenen als mit Frauen und Eros oder Hochzeitsbilder gezeigt, dann handelt es sich um Theaterszenen oder Götterbilder, wobei Dionysos überwiegt.